# Joseph Schumpeter
Joseph Schumpeter   (Třešť, 8 de febrer de 1883 - Salisbury, 8 de gener de 1950), economista austro-estatunidenc, ministre de Finances d'Àustria entre 1919 i 1920. Un dels seus èxits més grans va ser l'aparició en el recent llibre de Robert Jessop "El futur de l'Estat capitalista", amb la definició de l'autor dels futurs Estats com 'Estats competitius schumpeterians'.

## Biografia
Schumpeter va néixer a Triesch, Moràvia (ara Třešť a la República Txeca, llavors part de l'Imperi Austrohongarès) el 1883 de pares catòlics de parla alemanya. Les seves dues àvies eren txeques. Schumpeter no va reconèixer la seva ascendència txeca; es considerava un alemany d'ètnia. El seu pare era propietari d'una fàbrica, però va morir quan Joseph només tenia quatre anys. El 1893, Joseph i la seva mare es van traslladar a Viena. Schumpeter va ser un partidari lleial de Francesc Josep I d'Àustria.
Després d'anar a l'escola al Theresianum, Schumpeter va començar la seva carrera estudiant dret a la Universitat de Viena amb el teòric de la capital austríaca Eugen von Böhm-Bawerk, i es va doctorar el 1906. El 1909, després d'uns quants viatges d'estudi, es va convertir en professor d'economia i govern a la Universitat de Czernowitz a l'actual Ucraïna. El 1911, es va incorporar a la Universitat de Graz, on va romandre fins a la Primera Guerra Mundial.
El 1918, Schumpeter va ser membre de la Comissió de Socialització establerta pel Consell dels Diputats del Poble a Alemanya. El març de 1919, va ser convidat a prendre possessió com a ministre de Finances a la República d'Alemanya-Àustria. Va proposar un impost sobre el capital com a forma d'afrontar el deute de guerra i es va oposar a la socialització de la planta de la Muntanya Alpina. El 1921, va esdevenir president del banc privat Biedermann. També va ser membre del consell del Kaufmann Bank. Els problemes en aquests bancs van deixar a Schumpeter endeutat. La seva dimissió va ser una condició per a la presa de possessió del Banc Biedermann el setembre de 1924.
Des de 1925 fins a 1932, Schumpeter va ocupar una càtedra a la Universitat de Bonn, Alemanya. Va impartir conferències a Harvard els anys 1927-1928 i 1930. El 1931, va ser professor visitant a The Tokyo College of Commerce. El 1932, Schumpeter es va traslladar als Estats Units i aviat va començar el que es convertiria en grans esforços per ajudar els col·legues economistes d'Europa central desplaçats pel nazisme. Schumpeter també es va fer conegut per la seva oposició al marxisme i al socialisme que pensava que portarien a la dictadura, i fins i tot va criticar el New Deal del president Franklin Roosevelt. El 1939, Schumpeter es va convertir en ciutadà estatunidenc. Al començament de la Segona Guerra Mundial, l'FBI el va investigar a ell i a la seva dona, Elizabeth Boody (una destacada estudiosa de l'economia japonesa) per tendències pro-nazis, però no va trobar cap prova de simpaties nazis.
A Harvard, Schumpeter era considerat un personatge memorable, erudit i fins i tot cridaner a l'aula. Va ser conegut per la seva gran càrrega docent i el seu interès personal i minuciós pels seus alumnes. Va exercir com a assessor del professorat del Graduate Economics Club i va organitzar seminaris privats i grups de discussió. Alguns col·legues pensaven que les seves opinions estaven obsoletes pel keynesianisme que estava de moda; d'altres es van ressentir de les seves crítiques, en particular pel fet de no oferir una càtedra assistent a Paul Samuelson, però es van retractar quan van pensar que era probable que acceptés una posició a la Universitat Yale. Aquest període de la seva vida es va caracteritzar per un treball dur i un relativament poc reconeixement del seu gran llibre de dos volums Business Cycles. No obstant això, Schumpeter va perseverar, i l'any 1942 va publicar la que es va convertir en la més popular de totes les seves obres, Capitalisme, socialisme i democràcia, reeditada moltes vegades i en molts idiomes durant les dècades següents, a més de citada milers de vegades.

## Obres
Destacà per les seves investigacions sobre el cicle econòmic i per les seves teories sobre la importància vital de l'empresari en els negocis, i subratlla el seu paper per estimular la inversió i la innovació que determinen l'augment i la disminució de la prosperitat. Popularitzà el concepte de destrucció creativa com a forma de descriure el procés de transformació que acompanya a les innovacions. Va predir la desintegració sociopolítica del capitalisme, que, segons ell, es destruiria a causa del seu propi èxit.
Les seves principals obres són: Teoria del desenvolupament econòmic (1912), Els cicles econòmics (1939), Capitalisme, socialisme i democràcia(1942) i La història de l'anàlisi econòmic (pòstuma, 1954).
La principal aportació de Schumpeter és la concepció cíclica i irregular del creixement econòmic, desenvolupada el 1911 en el seu Theory of Economic Development ('Teoria del creixement econòmic') mentre feia classes a Czernowitz (actual Chernivtsi, a Ucraïna). Hi recull la seva teoria de l'"esperit emprenedor" (entrepreneurship), derivada dels empresaris, que creen innovacions tècniques i financeres en un mitjà competitiu en el qual han d'assumir continus riscos i beneficis que no sempre es mantenen. Tots aquests elements intervenen en el creixement econòmic irregular.
Després de ser Ministre d'Economia d'Àustria en finalitzar la Primera Guerra Mundial, cessat, i de dirigir el Banc Biederman, va passar a ocupar diverses càtedres universitàries, entre les quals hi ha Harvard. En aquest últim període de docència va completar tres llibres més: Business Cycles (1939), Capitalism, Socialism and Democracy (1942) -on va predir la caiguda del capitalisme en mans dels intel·lectuals- i la seva History of Economic Analysis (1954). En els dos primers es va centrar en la seva teoria de l'"esperit emprenedor", desenvolupant-la en un àmbit més global i integrant-la en una teoria cíclica dels negocis, i una altra sobre l'evolució socioeconòmica.
Així afirma que al sistema capitalista l'ordenament econòmic està establert de la següent manera:
1. Propietat i iniciativa privada.
2. Producció per al mercat i subdivisió del treball.
3. El paper important de la creació de crèdits per part de les entitats bancàries.

Segons aquestes tesis el sistema capitalista seria estable per si mateix, perdura indefinidament, com una mentalitat determinada de la societat i de la seva forma de vida. Així mateix va determinar que aquest procés psicològic es veuria alterat a conseqüència de l'actitud moderna davant la vida familiar, herències, impostos... Així, per a Schumpeter el capitalisme és una "racionalització" de les ments, a partir de l'edat mitjana i les seves institucions, com l'Església, el castell del senyor feudal, la comunitat del poble i els processos comunitaris de producció, que repetien les seqüències de producció any rere any. La societat vivia en un ambient "estable" de producció, i el seu treball pertanyia a l'Església o al senyor feudal.
Tan lluny de la independència i necessitat de competitivitat que posteriorment es van assentar, a la qual cosa s'uneixen els booms i depressions. Aquests recorden el fet del cicle econòmic, que destrueix tot estat d'equilibri que pogués haver establert per si mateix. Aquest cicle econòmic no podria ser atribuït a mitjans exògens, com períodes de fam, guerres..., però que, per contra, són necessaris per a l'evolució del mateix cicle. No obstant això, de la mateixa manera que cada boom destrueix l'equilibri, cada depressió tendeix a establir-ne un de nou. Tot i això, per a Schumpeter l'estabilitat econòmica no implica ni les garanties del sistema polític ni l'estabilitat social, de manera que una situació econòmicament estable pot donar-se en un marc políticament inestable.
Schumpeter atribueix l'origen del capitalisme a una evolució gradual de la societat medieval -on els excedents productius de les gairebé autosuficients comunitats camperoles pertanyien a l'església i al senyor feudal- cap a una concepció més racional del món circumdant i de les institucions polítiques. Diferencia clarament entre progrés econòmic, estabilitat política i progrés social. Augura la decadència del capitalisme –per raons molt diferents a les de Marx–, víctima del seu esclerosament intern i del creixent rebuig dels intel·lectuals (la influència dels quals probablement va sobreestimar), i de la creixent ingerència de l'Estat en la planificació econòmica. No era partidari de la intervenció estatal en els mercats, sinó de la lliure concurrència. Considerava el capitalisme el millor sistema per al progrés econòmic, però no va trobar ni va proposar la manera d'evitar el seu col·lapse, inevitable en l'opinió de Schumpeter.

### Obres
- Über die matematische Methode der theoretischen Ökonomie, 1906, ZfVSV. Blanca
- Das Rentenprinzip in der Verteilungslehre, 1907, Schmollers Jahrbuch
- Wesen und Hauptinhalt der theoretischen Nationalökonomie (transl. The Nature and Essence of Theoretical Economics), 1908.
- On the Concept of Social Value, 1909, QJE
- Wie studiert man Sozialwissenschaft, 1910 (transl. by J.Z. Muller, How to Study Social Science, Society, 2003)
- Marie Esprit Leon Walras, 1910, ZfVSV.
- Über das Wesen der Wirtschaftskrisen, 1910, ZfVSV
- Theorie der wirtschaftlichen Entwicklung (transl. The Theory of Economic Development: An inquiry into profits, capital, credit, interest and the business cycle), 1911.
- Economic Doctrine and Method: An historical sketch, 1914.
- Das wissenschaftliche Lebenswerk Eugen von Böhm-Bawerks, 1914, ZfVSV.
- Vergangenkeit und Zukunft der Sozialwissenschaft, 1915.
- The Crisis of the Tax State, 1918.
- The Sociology of Imperialism, 1919, Archiv für Sozialwissenschaft und Sozialpolitik
- Max Weber's Work, 1920, Der österreichische Volkswirt
- Carl Menger, 1921, ZfVS.
- The Explanation of the Business Cycle, 1927, Económica
- Social Classes in an Ethnically Homogeneous Environment, 1927, Archiv für Sozialwissenschaft und Sozialpolitik.
- The Instability of Capitalism, 1928, EJ
- Das deutsche Finanzproblem, 1928.
- Mitchell's Business Cycles, 1930, QJE
- The Present World Depression: A tentative diagnosis, 1931, AER.
- The Common Sense of Econometrics, 1933, Econometrica
- Depressions: Can we learn from past experience?, 1934, in Economics of the Recovery Program
- The Nature and Necessity of a Price System, 1934, Economic Reconstruction.
- Review of Robinson's Economics of Imperfect Competition', 1934, JPE
- The Analysis of Economic Change, 1935, REStat.
- Professor Taussig on Wages and Capital, 1936, Explorations in Economics.
- Review of Keynes's General Theory', 1936, JASA
- Business Cycles: A theoretical, historical and statistical analysis of the Capitalist process, 1939.
- The Influence of Protective Tariffs on the Industrial Development of the United States, 1940, Proceedings of AAPS
- Alfred Marshall's Principles: A semi-centennial appraisal, 1941, AER.
- Frank William Taussig, 1941, QJE.
- Capitalism, Socialism and Democracy, 1942.
- Capitalism in the Postwar World, 1943, Postwar Economic Problems.
- John Maynard Keynes, 1946, AER.
- The Future of Private Enterprise in the Face of Modern Socialistic Tendencies, 1946, Comment sauvegarder l'entreprise privée
- Rudimentary Mathematics for Economists and Statisticians, with W.L.Crum, 1946.
- Capitalism, 1946, Encyclopaedia Britannica.
- The Decade of the Twenties, 1946, AER
- The Creative Response in Economic History, 1947, JEH
- Theoretical Problems of Economic Growth, 1947, JEH
- Irving Fisher's Econometrics, 1948, Econometrica.
- There is Still Time to Stop Inflation, 1948, Nation's Business.
- Science and Ideology, 1949, AER.
- Vilfredo Pareto, 1949, QJE.
- Economic Theory and Entrepreneurial History, 1949, Change and the Entrepreneur
- The Communist Manifesto in Sociology and Economics, 1949, JPE
- English Economists and the State-Managed Economy, 1949, JPE
- The Historical Approach to the Analysis of Business Cycles, 1949, NBER Conference on Business Cycle Research.
- Wesley Clair Mitchell, 1950, QJE.
- March into Socialism, 1950, AER.
- Ten Great Economists: From Marx to Keynes, 1951.
- Imperialism and Social Classes, 1951 (reprints of 1919, 1927)
- Essays on Economic Topics, 1951.
- Review of the Troops, 1951, QJE.
- History of Economic Analysis, (publicat de forma pòstuma editat per la seva dona Elisabeth Boody Schumpeter), 1954. Hi ha traducció al castellà de Manuel Sacristán Luzón.
- American Institutions and Economic Progress, 1983, Zeitschrift fur die gesamte Staatswissenschaft
- The Meaning of Rationality in the Social Sciences, 1984, Zeitschrift fur die gesamte Staatswissenschaft
- Money and Currency, 1991, Social Research.
- Economics and Sociology of Capitalism, 1991.